# Lājīm
Lājīm (persiska: لاجيم) är en ort i Iran.   Den ligger i provinsen Mazandaran, i den norra delen av landet, 160 km öster om huvudstaden Teheran. Lājīm ligger 751 meter över havet och antalet invånare är 742.
Terrängen runt Lājīm är huvudsakligen kuperad, men österut är den bergig. Runt Lājīm är det ganska tätbefolkat, med 58 invånare per kvadratkilometer. Närmaste större samhälle är Pol-e Sefīd, 16,2 km söder om Lājīm. I omgivningarna runt Lājīm växer i huvudsak blandskog.